# 인민상
인민상(人民賞), 또는 공화국 인민상(共和國 人民賞)은 조선민주주의인민공화국의 정치·경제·사회·문화·교육·학술분야에 공적을 세워 근로인민의 복지향상과 민족 발전에 기여한 공적이 뚜렷한 자에게 수여한다. 간혹 외국의 정치·경제·사회·문화·교육·학술인에게도 드물게 수여된다.
예술 부문 중 영화와 연극, 텔레비전 방송의 배우에게는 인민배우라는 칭호도 부여된다.
인민상과 인민배우 수훈은 천거를 받아 인민상제정위원회에서 심사하고, 최고인민회의의 정령으로 수여한다.

## 같이 보기
- 로력영웅
- 인민배우
- 공화국 영웅